# Kóny
Kóny is een plaats (község) en gemeente in het Hongaarse comitaat Győr-Moson-Sopron. Kóny telt 2615 inwoners (2001).